# 懷俄明鎮區 (內布拉斯加州霍爾特縣)
懷俄明鎮區（英語：Wyoming Township）是位於美國內布拉斯加州霍爾特縣的一個行政鎮區。

## 地方資料
懷俄明鎮區的面積為186.16平方千米，當中陸地面積為185.76平方千米，而水域面積為0.40平方千米。根據2020年美國人口普查的數據，當地共有人口78人，而人口密度為每平方千米0.42人。